# Glich von Milziz

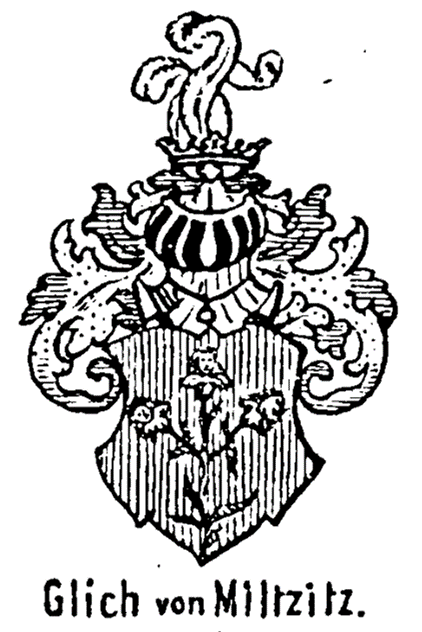
Wappen der Glich von Milziz

Glich von Milziz ist der Name eines erloschenen Adelsgeschlechts, das besonders in Görlitz beispielsweise durch Bürgermeister Bedeutung erlangte und in der Umgebung begütert gewesen ist.

## Geschichte
Die frühesten überlieferten Familienmitglieder waren Franz und Johannes Glich von Milziz. Letzterer war Bürgermeister von Schweidnitz. Sie wurden am 25. Mai 1509 von Wladislaus II., König von Böhmen, einschließlich Wappenbrief geadelt. 
Ein direkter Nachfahre des geadelten Johannes trug den gleichen Namen und hatte den gleichen Beruf (Bürgermeister) allerdings in Görlitz. Dieser Johannes (* 1513 oder 1523; † März 1600), genannt der Ältere, hatte mindestens die Söhne Johannes, Victorin und Joachim.
Johannes Glich von Milziz der Jüngere (* 31. Januar 1557; † 15. Oktober 1624) wurde auch Bürgermeister in Görlitz und hatte die Kinder: Martha (⚭ Elias Dittrich), Karl, Siegmund († 27. Juli 1631), Johann Friedrich.
Am 18. April 1608 wurde ihm und seinen „Vettern“ Gottfried, Ehrenfried und Siegfried ihr Adelsstand von Rudolf II., römisch-deutschem Kaiser, bestätigt.
Karl (auch Carolus; * 31. Oktober 1589; † 13. April 1669) wurde „kaiserlich österreichischer Truchsess“ Seine Tochter Isabella Eleonora heiratete Gottfried Konstantin von Salhausen aus dem Uradelsgeschlecht Salhausen.
Johann Friedrich († nach 1655) war nach seinen Aufzeichnungen für drei Jahre, Ende der 1640er Jahre, in Kriegsdiensten des Heiligen Römischen Reichs und ließ sich dann in Sohrneundorf nieder.
Victorin (* 17. Juli 1558 in Görlitz; † 1. Februar 1605 ebd.) heiratete am 8. Februar 1580 Dorothea Göritz († 12. November 1604). 1587 kaufte er von seinem Vater das Dorf Cosma. Weil sein älterer Bruder bereits im Rat saß, war dieser Weg für Victorin verschlossen. 1597 bis 1603 aber war er Vorsteher des Hospitals zum heiligen Geist, also zumindest Teil der Stadtverwaltung. Sein Wirtschaftsbuch der Jahre 1599 bis 1602 ist im Ratsarchiv erhalten. Es weist nach, dass das Convivium Musicum, dem er angehörte, bis ins 17. Jahrhundert bestand.
Sein Sohn Gottfried (* 19. September 1582; † 3. Juli 1630), das bedeutendste Familienmitglied ging in Görlitz zur Schule und schrieb sich 1595 mit 13 Jahren (!) in Frankfurt a. d. Oder zum Studium ein. 1600 bis 1604 befand er sich zum Studium in Marburg. Sein Studienfach scheint Jura gewesen zu sein, denn danach „übte [er] bis 1614 die juristische Praxis in Großglogau, dann in Sprottau aus“. 1616 wurde er Syndikus in Görlitz. Am 2. Oktober 1617 empfang und begrüßte er König Ferdinand II. bei seiner Ankunft in Görlitz, woraufhin dieser dem ganzen versammelten Rat die Hand bot. 1619 wurde er nach Prag, zur Krönung Friedrichs von der Pfalz gesandt. 1622 wurde zum fünf Jahre zuvor in Görlitz empfangenen König Ferdinand nach Ungarn gesandt, um für die Bestätigung der Privilegien der Landstände zu bitten. Dabei verweilte die Gesandtschaft, der er angehörte, einige Zeit in Prag, wo Gottfried Kontakte zu Fürst Karl von Lichtenstein knüpfte. Der empfahl ihn dann beim Kaiser als kaiserlichen Rat. Um dies zu ermöglichen, konvertierte Gottfried zum Katholizismus und lag sein Amt als Syndikus in Görlitz im März 1623 nieder. Im Jahr 1630 starb er in Zurückgezogenheit an einem Schlaganfall. Er wurde am 5. Juli in der Frauenkirche, gemäß seinem Wunsch ohne Prunk bestattet.
Er war seit 1615 mit Dorothea, geb. Wendler († 23. April 1624) verheiratet, die ihm aber keine Kinder gebar und früh starb. Ihr wurde in der Frauenkirche ein „phantastisches“ Denkmal geschaffen, das sich an der Wand rechts des Altars befindet oder befand.
Joachim (* 19. September 1560 in Görlitz; † 1. Oktober 1603 in Köslitz) heiratete am 9. Juni 1603 Dorothea Wels, Tochter des Bürgermeisters Johann Wels. Da er aber schon am Hochzeitstag „totkrank gelegen“, starb er schon nach 16 Wochen Ehe. Er war Mitglied in der Schützengilde und im Convivium Musicum gewesen. 1579 hatte er sich in Wittenberg zum Studium eingeschrieben, danach aber kein öffentliches Amt ausgeübt. 1588 kaufte er von seinem Vater das Landgut Köslitz.

## Wappen
Blasonierung: In Rot ein aufrechter grüner Stängel und Blättern, daran drei (1:2) silberne Lilien, aus denen jeweils ein Brustbild einer Jungfrau mit langem goldenen Haar wächst. Auf dem gekrönten Helm drei silberne Straußenfedern. Die Helmdecken sind rot-blau-golden.